# Kneja
Kneja este un oraș în partea de NV a Bulgariei, în Regiunea Plevna. Este reședința obștinei omonime.

## Demografie
Componența etnică a orașului Kneja
     Romi (7,8%)
     Bulgari (77,49%)
     Nicio identificare (14,09%)
     Altele (1,22%)
La recensământul din 2011, populația orașului Kneja era de 10.500 locuitori. Din punct de vedere etnic, majoritatea locuitorilor (77,49%) erau bulgari, cu o minoritate de romi (7,8%). Pentru 14,09% din locuitori nu este cunoscută apartenența etnică.